# Algeriets flag
Algeriets flag har to lige brede lodrette bånd i grønt (mod stangsiden) og hvidt. En rød femtakket stjerne omsluttes af en rød tiltagende månesegl som er placeret henover midten hvor de to bånd mødes. Den tiltagende måne, stjernen og den grønne farve er traditionelle islamiske symboler.
Det kan synes underligt at månen siges at være tiltagende, men ser man flaget med flagstangen til højre, er det ikke så sært.
- Wikimedia Commons har flere filer relateret til Algeriets flag

| Flag | Spire Denne artikel om flag eller vexillologi er en spire som bør udbygges. Du er velkommen til at hjælpe Wikipedia ved at udvide den. |